# Antonius van den Broek

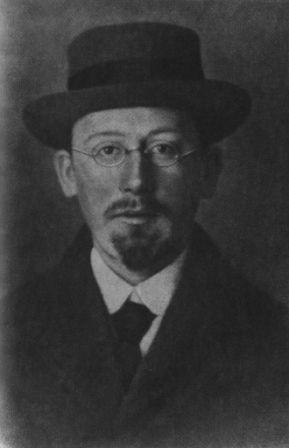
Fotografía de Antonius Johannes van den Broek alrededor de 1903

Antonius Johannes van den Broek (4 de mayo de 1870, Zoetermeer - 25 de octubre de 1926, Bilthoven) fue un físico aficionado holandés, notable por ser el primero que se dio cuenta de que el número de un elemento de la tabla periódica (que ahora se llama número atómico) corresponde a la carga de su núcleo atómico. Esta hipótesis fue publicada en 1911 e inspiró el trabajo experimental de Henry Moseley , quien encontró buena evidencia experimental que no existía en 1913.

## Vida
Van den Broek fue el hijo de un notable abogado y fue entrenado por su padre para ser un abogado. Estudió en la Universidad de Leiden y en la Sorbona de París, la obtención de un título en 1895 en Leiden. Entre 1895 y 1900 se llevó a cabo una oficina de abogados en La Haya hasta 1900, tras lo cual estudió economía matemática en Viena y Berlín. Sin embargo, a partir de 1903 en su interés principal era la física. Gran parte del tiempo entre 1903 y 1911 vivió en Francia y Alemania. La mayoría de sus publicaciones que escribió entre 1913 y 1916 mientras vivía en Gorssel. Se casó con Elisabeth Margaretha Malva en 1906, con la que tuvo cinco hijos.

## Importante contribución a la ciencia
La idea de la correlación directa de la carga del núcleo del átomo y la tabla periódica se contenía en su artículo publicado en la revista científica Nature el 20 de julio de 1911, justo un mes después Rutherford publicó los resultados de sus experimentos que demostraron la existencia de una pequeña partícula cargada positivamente que era núcleo del átomo (véase el Modelo de Rutherford ). Sin embargo, el documento original de Rutherford observó solamente que la carga del núcleo era grande, del orden de aproximadamente el 99.99 de la carga total del átomo y la mitad del peso atómico del átomo, en unidades de número entero de la masa de hidrógeno. Rutherford sobre esta base hizo la sugerencia tentativa de que los núcleos atómicos están compuestos de un número de núcleos de helio, cada uno con una carga correspondiente a la mitad de su peso atómico. Esto haría que la carga nuclear casi igual al número atómico de los átomos más pequeños, con una cierta desviación de esta regla para los átomos más grandes, como el oro. Por ejemplo, Rutherford encontró la carga de oro para ser alrededor de 100 unidades y pensó que tal vez que podría ser exactamente 98 (que sería cerca de la mitad de su peso atómico). Pero el lugar de oro en la tabla periódica (y por lo tanto su número atómico) era conocido por ser 79.
Por lo tanto Rutherford no hizo la propuesta de que el número de cargas en el núcleo de un átomo podría ser exactamente igual a su lugar en la tabla periódica (número atómico). Esta es la idea propuesta por Van den Broek. El número del lugar de un elemento en la tabla periódica (o número atómico ) en ese momento no se pensó por la mayoría de los físicos de ser una propiedad física. No fue hasta que el trabajo de Henry Moseley trabajar con el modelo de Bohr del átomo con la idea explícita de la teoría de las pruebas Van den Broek, que se dio cuenta de que el número atómico era de hecho una propiedad puramente físico (la carga del núcleo), que podrían medirse, y que conjetura original de Van den Broek había sido correcta, o muy cerca de ser correcta. El trabajo de Moseley encontró realmente (véase la Ley de Moseley ) la carga nuclear mejor descrita por la ecuación de Bohr y una carga de Z=1 , donde Z es el número atómico ).
Henry Moseley, en su papel en el número atómico y la emisión de rayos X, menciona sólo los modelos de Rutherford y la hipótesis Van den Broek.